# Transzformátor

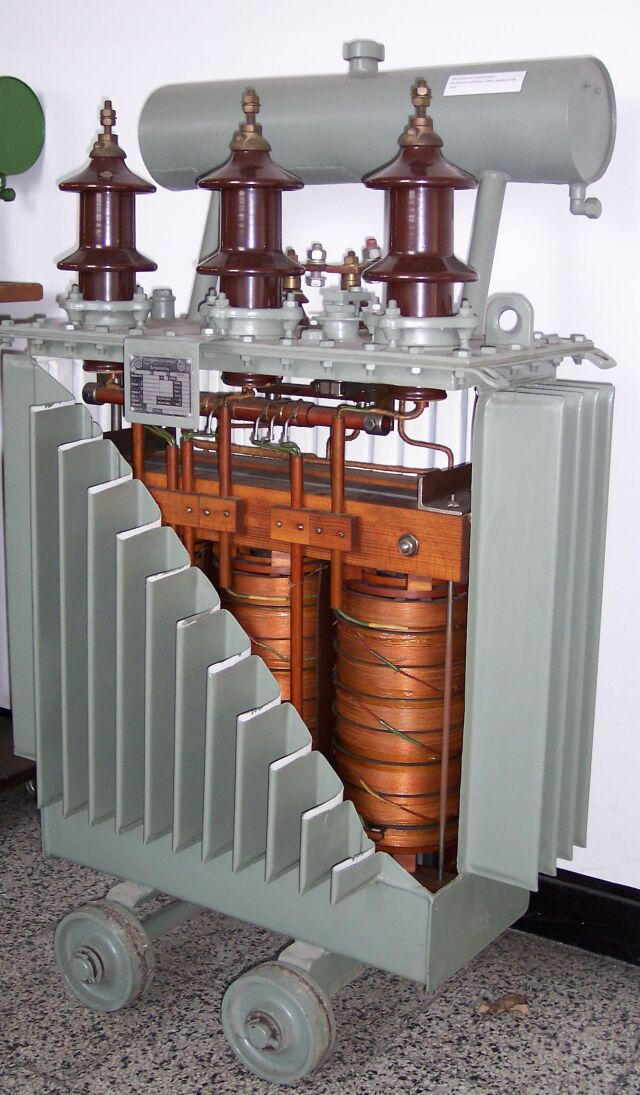
Utcai áramszolgáltató transzformátor, melynek látszik a belső szerkezete: barna papírszigeteléssel vörösréz tekercsek. Ez olajba merül, és a fölösleges hőt a szürke edényen lévő fémbordák vezetik el. A fenti csillogó barna porcelánszigetelők tetején van a nagyfeszültségű tekercsek kivezetése. Mögöttük a kisfeszültségű fém kivezetések.

A transzformátor egy villamos gép, nyugvó szerkezet, amely a váltakozó árammal szállított villamos teljesítmény feszültségét és az áramerősségét alakítja át. Az egyik csökkenésével a másik növekszik.
A kilépő (szekunder) feszültség csak a belépő (primer) feszültségtől és a tekercsek menetszámának arányától függ ideális esetben. Amennyivel nagyobb a menetszám, annyival nagyobb a feszültség is és a fordítottja is igaz.

## Elvi felépítése és működése

Egyfázisú transzformátor felépítése

A vasmagban veszteséget okozó örvényáramok csökkentése lemezeléssel

Legegyszerűbb esetben két tekercs (primer és szekunder) helyezkedik el a közös, többnyire zárt vasmagon. A transzformátor tekercsei többnyire zománcozott rézhuzalból, ún. tekercselőhuzalból készülnek.
Az ábrán + illetve – jelű polaritás egy meghatározott időpillanatban értendő! A primer tekercs huzaljában folyó áram a jobbkézszabállyal meghatározható irányú mágneses erővonalakat hoz létre, ezek a mágneses erővonalak a tekercs belsejében összegződve hozzák létre az ábrán jelölt mágneses fluxust. Mivel ez a mágneses fluxus pillanatról pillanatra változó, a szekunder tekercsben feszültséget indukál. Ha a szekunder kapcsok egy terheléssel zárt áramkört képeznek, a körben áram folyik.
Működése során a transzformátor primer oldalán a váltakozó áram a nyitott vagy zárt vasmagban változó mágneses fluxust kelt, ami a szekunder áramkörben feszültséget indukál. A szekunder oldalra villamos terhelést kapcsolva megindul a szekunder áram, és ezzel valósul meg az energiaátvitel. A működés alapfeltétele a primer oldali váltakozóáramú táplálás, mivel csak a változó mágneses fluxus képes a szekunder oldalon feszültséget kelteni.
A tekercsek között a mágneses kapcsolatot egy zárt vasmag alkalmazásával érik el. A tekercsek szorosan körbeveszik a vasmagot hogy a fluxus a legkisebb ellenállással épülhessen ki. A teljesítménynek megfelelően kell a vasmagot is méretezni, egyrészt hogy a mágneses energiát felvehesse, másrészt hogy az örvényáramok okozta melegedés ne hevítse fel. Speciális vasötvözet és a lehető legvékonyabb, egymástól elszigetelt lemezek alkalmazásával a mag  mérete csökkenthető.
A működési alapelvekből adódik az is, hogy a két áramkörben a frekvencia azonos, míg a primer és szekunder oldali feszültségek aránya jó közelítéssel a megfelelő oldali tekercsek menetszámainak arányával egyezik meg. A transzformátorban állandósult állapotban az átmenő energia nem halmozódhat, tehát a bemenő és a továbbmenő teljesítmény különbsége a transzformátor veszteségeivel egyenlő. Mivel a transzformátorok jó hatásfokkal működnek, a két teljesítmény közel azonos. Ebből adódik, hogy a primer és szekunder oldali áramok aránya durva közelítéssel megegyezik a menetszámáttétel reciprokával.
A transzformátoron áthaladó áram nagyságát a tekercselés huzalainak vastagsága határozza meg, az alkalmazható legnagyobb feszültséget pedig a menetek közötti szigetelés határozza meg. Emiatt a hagyományos transzformátorok mérete az átvitt teljesítménnyel arányosan nő. A félvezető-technika fejlődésének köszönhetően a betáplált villamos energia frekvenciája növelhető (transzformálás után visszacsökkenthető), így az átviteli frekvenciával arányosan a méret radikálisan csökkenhet.
A transzformátort leggyakrabban a nagy teljesítményű (erőátviteli) villamos hálózatokban használják a feszültségszint, és ezzel az áramszint megváltoztatására. Ennek jelentősége abban áll, hogy azonos teljesítmény magasabb feszültségű átviteléhez kisebb áramra van szükség, így az átviteli hálózat ohmos veszteségei, valamint a vezetékek keresztmetszetei jelentősen csökkenthetők, és így lehetővé válik a villamos energia nagy távolságokra történő gazdaságos továbbítása.

### A transzformátorral nem lehet
- Változatlan nagyságú egyenfeszültséget átalakítani.
- Változatlan nagyságú egyenfeszültséget váltakozó feszültséggé alakítani (se fordítva).
- A feszültség frekvenciáját módosítani.
- Elektromágnesként mágnesezhető tárgyakat vonzani

## Kifejlesztése

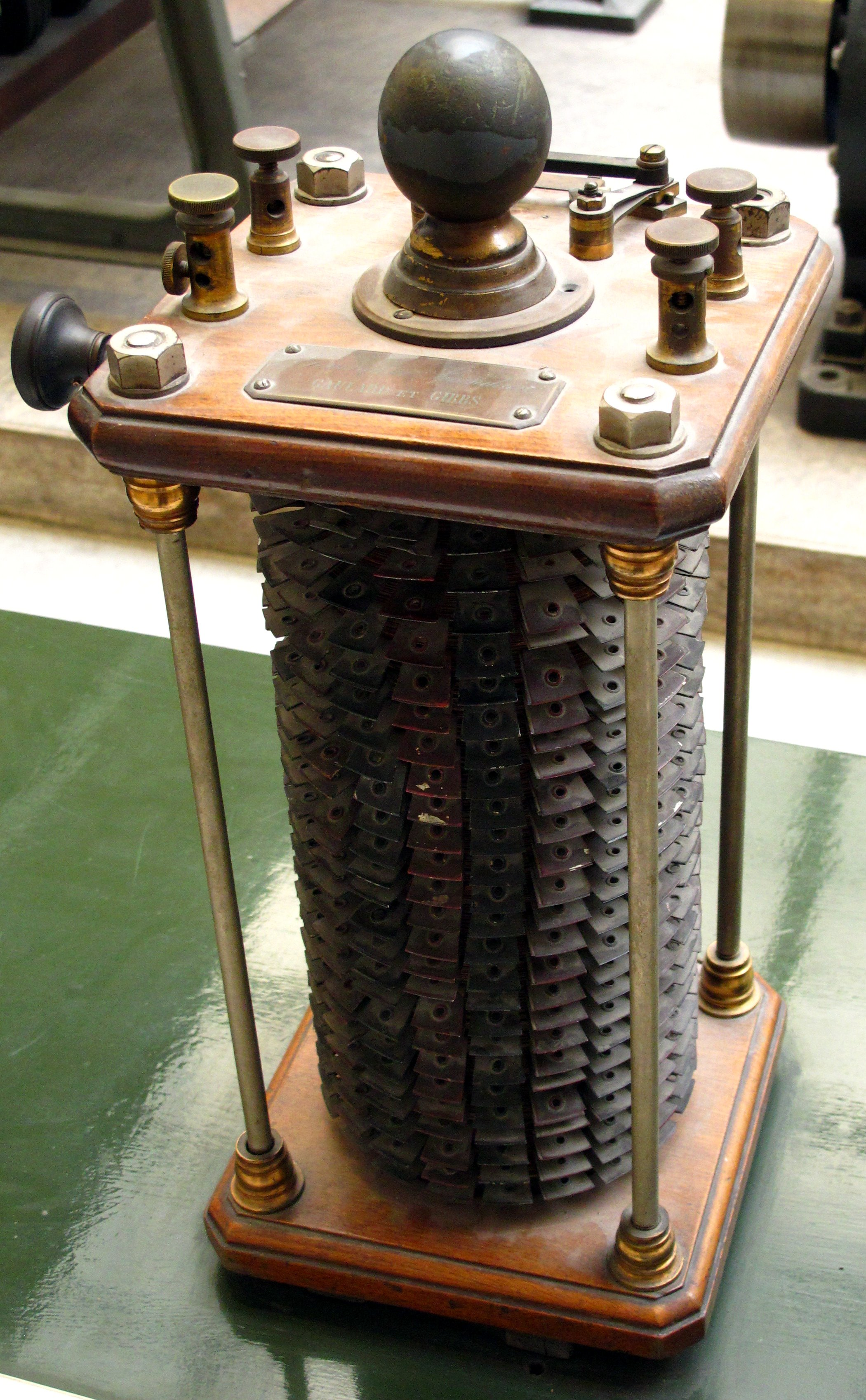
Gaulard–Gibbs féle transzformátor, 1882

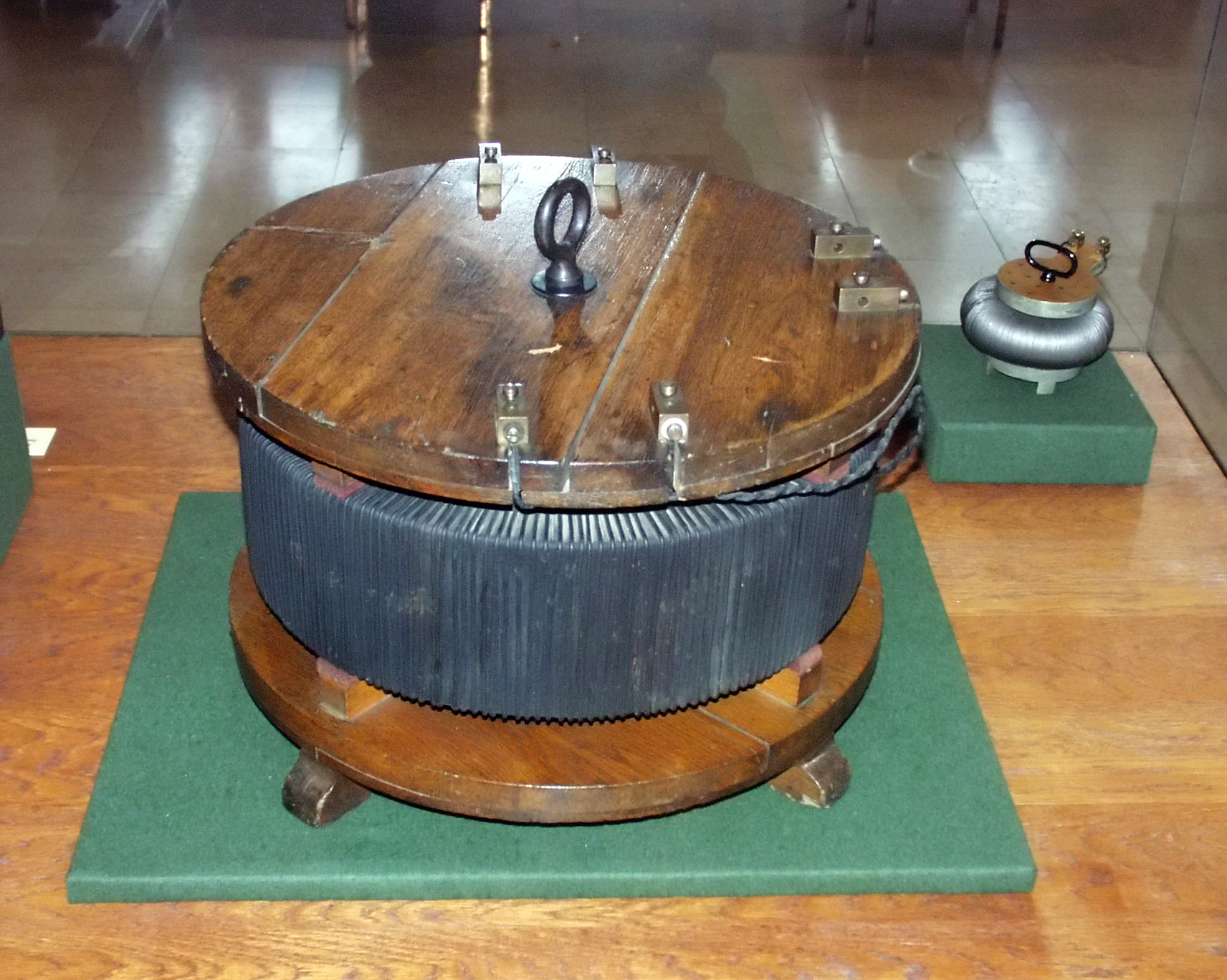
Az első transzformátorok (Déri–Bláthy–Zipernowsky, Budapest, 1885)

Michael Faraday 1831-ben határozta meg az elektromágneses indukció törvényeit. 1871-ben Pavel Jablocskov orosz feltaláló villamos ívvel világító „elektromos gyertyákat” hozott létre, melyekben kezdetleges transzformátorokat alkalmazott. A gyertyák népszerűek lettek Európa nagyvárosaiban.  Ekkor a tekercsek között mágnesességet hatékonyan közvetítő vasgyűrűk jelentőségét még nem ismerte fel.
1881-ben már bemutatót tartottak, 1882-re  a francia Lucien Gaulard és John Dixon Gibbs szabadalmaztatták a váltakozó feszültség átalakítására képes készüléküket, ami transzformátorként működött. Ekkoriban másodlagos generátorként hivatkoztak rá, és előnyeit felismerve széles körű népszerűsítésbe kezdtek.  1883-ban demonstrálták Londoni Királyi Akváriumban egy villamos hálózat működését. Több fejlettebb transzformátorukat az 1884-es torinói villamosenergia-kiállításon mutatták be, ahol 20 kW teljesítményt továbbítottak 2000 V feszültséggel 40 km-en keresztül Torinóba egy lanzói vízerőműből.  Részt vettek a rangos 1885-ös londoni Találmányok Kiállításán. Készülékük vasmagja még laza és mozdítható volt ami a hatékonyságot rontotta. 1888-ban Sebastian Ziani de Ferranti megtámadta az 1882-es szabadalmat, amit ennek hatására töröltek.
Az első energiaátvitelre stabilan alkalmas, zárt vasmagú transzformátort Déri Miksa, Bláthy Ottó Titusz és Zipernowsky Károly szabadalmaztatta, 1885-ben. Ezek a transzformátorok a Ganz gyárban készültek Budapesten. A magyar mérnökökhöz köthető a transzformátor elnevezés elterjesztése.
A képen látható két példány (egy magtranszformátor és egy köpenytranszformátor) 2010-ben Nagycenken, a Széchenyi István Emlékmúzeum egyik kiállításán volt. (Mindkét darab a Magyar Műszaki és Közlekedési Múzeum egyik szakmúzeumának, az Elektrotechnikai Múzeumnak a tulajdona.)
Az USA  beli George Westinghouse üzletember William Stanley Jr. fizikussal közösen az 1885-ben megvásárolt Gaulard–Gibbs-szabadalom és termékek alapján tovább tökéletesítették a transzformátort a vasmag kialakítások változtatásával. Az akkoriban elterjedt egyenáramú hálózatokkal és áramkörök mellett így a váltakozóáram széles elterjedése lehetővé vált.

## A transzformátor alapegyenletei
A transzformátornál ideális esetben a primer oldali és a szekunder oldali teljesítmény megegyezik:
{\displaystyle P_{1}=P_{2}}
{\displaystyle P=U_{1}*I_{1}=U_{2}*I_{2}}, Mivel a teljesítmény állandó, amennyivel a transzformált feszültség nagyobb, annyival kisebb az áram és fordítva.
A kölcsönös indukció elvén alapul. Ideális esetben a primer és a szekunder tekercsek között a csatolás tökéletes, azaz mindkét tekercs ugyanazt a mágneses fluxust (Φ) veszi körül. Ekkor a Faraday-féle indukciós törvény alapján (Maxwell II. egyenlete) az {\displaystyle N_{2}} menetű szekunder tekercs egyetlen menetében indukált effektív feszültség:
{\displaystyle e=4k_{f}f\Phi _{\mathrm {max} }\,},
míg N sorba kapcsolt menet indukált feszültsége:
{\displaystyle U_{e}=4k_{f}fN\Phi _{\mathrm {max} }\,}.
Másképpen:
{\displaystyle U_{2}=N_{2}{\frac {d\Phi }{dt}}}
A primer tekercs is ugyanezt a fluxust veszi körül, azaz
{\displaystyle U_{1}=N_{1}{\frac {d\Phi }{dt}}}
Az első egyenletből az N2, a másodikból az N1 tagot bal oldalra rendezve a két jobb oldal megegyezik, akkor a két bal oldal is megegyezik, a két feszültség hányadosa mindenkor a két menetszám hányadosával egyezik meg, azaz
{\displaystyle {\frac {U_{2}}{N_{2}}}={\frac {U_{1}}{N_{1}}}}
Az ideális transzformátor áramáttételét Maxwell I. egyenlete alapján határozhatjuk meg. Ez kimondja, hogy bármely zárt térbeli hurokra a mágneses térerősség vonalmenti integrálja megegyezik a zárt hurok által meghatározott felületen átfolyó áramok összegével. (Feltételezve, hogy az úgynevezett eltolási áramok elhanyagolhatók.) Ideális csatoláshoz közel végtelen permeabilitású vasra van szükség, így feltételezhetjük, hogy a mágneses térerősség a vason belül közel zérus. Ezzel egy tetszőleges, mindenhol a vasban futó zárt hurokra felírt egyenlet a következő alakra egyszerűsödik:
{\displaystyle N_{1}I_{1}+N_{2}I_{2}=0.}
Ebből pedig:
{\displaystyle {\frac {I_{1}}{I_{2}}}=-{\frac {N_{2}}{N_{1}}}}
Ez a transzformátor áttételi egyenlete.
A primer és szekunder oldali teljesítmények megegyeznek, de ellentétes előjelűek. Az ideális transzformátor tehát veszteségmentes átalakító.
Nem ideális esetben:
{\displaystyle N_{1}I_{1}+N_{2}I_{2}=N_{1}I_{1,0},}
ahol {\displaystyle I_{1,0}} a transzformátor üresjárási árama, ami a mágnesezési és a vasveszteségi áramból tevődik össze. Ez a transzformátor gerjesztési egyenlete.
A transzformátor impedanciaillesztésre is használható. Az impedanciaáttétel a menetszámok alapján:
{\displaystyle Z_{2}=Z_{1}{\biggl (}{\frac {N_{2}}{N_{1}}}{\biggr )}^{2}}

## A transzformátor működése a gyakorlatban

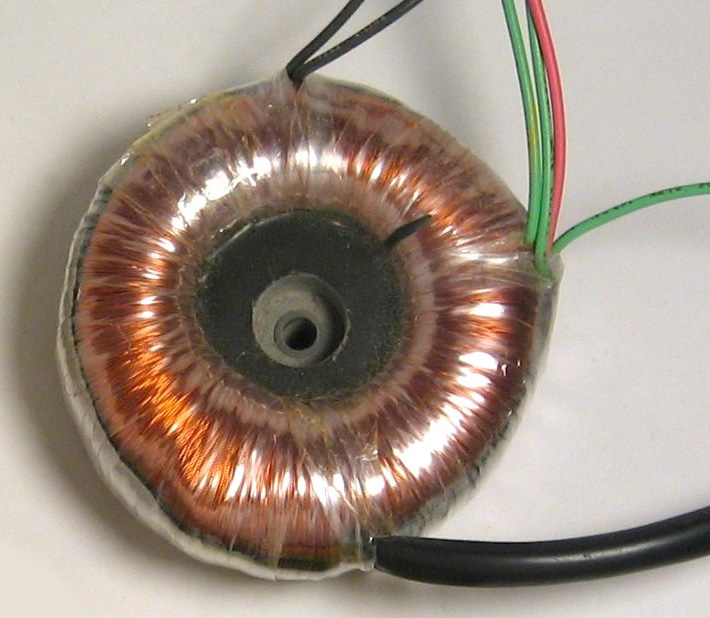
Toroid transzformátor

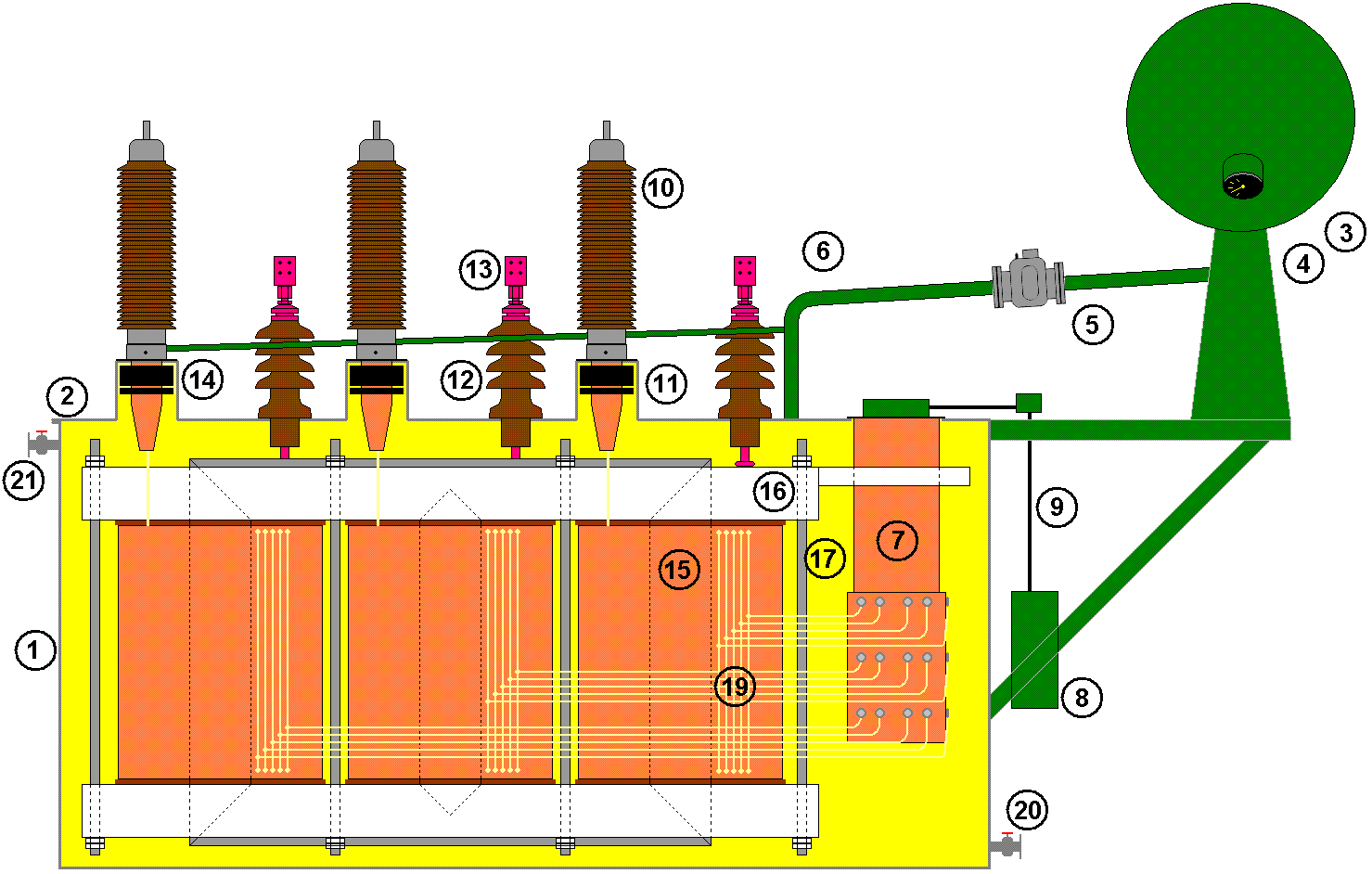
Nagy-teljesítményű transzformátor részei:
1. Edény 2. Fedő
3. Olaj konzervátor tartály 4. Olajszint jelző 5. Buchholz-relé 6. Olajcső
7. Fokozat kapcsoló 8. Fokozatkapcsoló vezérlés 9. Fokozatkapcsoló hajtótengely
10. Nagyfeszültségű szigetelő
11. Nagyfeszültségű áramváltó
12. Középfeszültségű szigetelő
13. Középfeszültségű kivezetés és áramváltó
14. Feszültségváltó a műszerekhez
15. Vasmag 16. Vasmag rögzítő
17. Tartórudak 18. Tekercsek
19. Belső vezetékelés a tekercs és fokozatkapcsoló között
20. Olaj leeresztő csap
21. Vákuum szelep

A gyakorlatban a tökéletes csatolás nem valósítható meg, mindig van valamennyi úgynevezett szórt fluxus, ami vagy csak a primer, vagy csak a szekunder tekerccsel kapcsolódik (feltételezve, hogy a vas nem kerül telítésbe, és minden erővonal a vason keresztül záródik). Emiatt a primer és szekunder feszültségek aránya még terheletlen transzformátor esetén is kismértékben eltér a menetszámok arányától.
A primer tekercsre feszültséget kapcsolva a primer tekercsben áram folyik. Ennek nagysága függ a primer tekercs ohmos ellenállásától, az induktív reaktanciájától, valamint a vas átmágnesezéséhez szükséges teljesítménytől. (Üresjárat, ahol I2 = 0). Amennyiben a szekunder oldalt terheljük, a szekunder tekercsben megindul a szekunder áram. Ez az áram a tekercs ohmos ellenállásán és induktív reaktanciáján feszültségesést hoz létre, ami csökkenti a szekunder kapcsokon lévő feszültséget. (Üzemi állapot, ahol 0 < I2 < ∞.)
A gyakorlatban tehát üzemszerű állapotban a szekunder feszültség kisebb, mint az ideális, a primer és szekunder feszültségek aránya a menetszámáttételtől akár 6-50%-kal is eltérhet. Nagyobb transzformátoroknál az eltérés kisebb.
Az ellenállások és a szórt fluxust reprezentáló úgynevezett szórási reaktanciák határozzák meg a transzformátor rövidzárlati áramát (rövidre zárt szekunder oldal). A tervezés során ezért mindig ügyelnek arra, hogy legyen valamennyi szórt fluxus (drop) a rövidzárlati áram csökkentése érdekében.
A megvalósított transzformátorok több primer/szekunder tekercsből állhatnak; így többféle feszültség is kivezethető belőlük; illetve többféle feszültségű betáplálásuk lehetséges.
A transzformátorok hatékonysága kiemelkedő, energiaátvitelre épített készülékek esetén 98-99% között mozog.

### Nagy teljesítményű transzformátorok
1 MVA teljesítmény és 6000 V feszültség felett olajhűtést alkalmaznak a keletkező hő elvezetése érdekében. A transzformátor olaj tisztasága lényeges a jó szigetelőképesség érdekében. Az olaj állapotát évente ellenőrzik, és ha szükséges mobil szűrőállomáson átáramoltatva tisztítják. Az olajhűtésű transzformátorok gyártása más készülékekhez képest drága, és nagy olajterük miatt fokozottan tűzveszélyesek, így üzemzavarok elleni védelmükre nagy figyelmet fordítanak. Az év során a szabadtéri hőmérséklet változás 15% hőtágulást okozhat az olajban, aminek a berendezés felső részén elhelyezett (konzervátor vagy rezervoár néven ismert) tágulási tartály ad helyet. Ez a tartály 20 celsius fokon félig telített. Amennyiben a tartály hirtelen töltődik (belső túlmelegedés) vagy kiürül (olajfolyás) az veszélyes üzemzavart jelez, ezt a  Buchholz-relé érzékeli és a transzformátor kikapcsolását elvégzi.
A transzformátor kivezetéseinél lévő áramváltók a túláram-védelem és differenciál-védelem érzékelői, amik hiba esetén az akár zárlati áramok megszakítására is képes teljesítmény kapcsolók (megszakítók) kikapcsolására adnak azonnali parancsot.
A transzformátorok terhelésétől függően a szekunder feszültség akár 25%-ot is változhat, amit a szekunder tekercs menetszámának üzem közbeni változtatásával normalizálnak. A menetszám változtatás fokozatkapcsoló segítségével történik, mely működtetése lehet kézi, de akár motoros és automatikus.

### A veszteségek
A transzformátorok közönséges üzemében állandó értéken tartják a frekvenciát és a tápláló feszültséget. Ebből következően a vasmag maximális fluxusa és indukciója közel állandó. A valóságos transzformátoroknak mindig van veszteségük.
A veszteségek okai, mértékük:
- Vasveszteség v. üresjárási veszteség – a vasmagban kialakuló örvényáramok és a hiszterézis veszteség miatt. Nagysága közel arányos a maximális indukciónak (az indukált feszültség közepes értékének is!) a négyzetével. Szinuszos változás esetén az indukált feszültség effektív értékének négyzetével is fennáll ez az arányosság.
- Rézveszteség v. rövidrezárási veszteség – a tekercsek ohmos ellenállása miatt. Nagysága az effektív áramerősség négyzetével arányos.
- Dielektromos veszteség – elsősorban olajtranszformátoroknál lehet a mértéke jelentős. Nem mindegy, hogy a tartályban vagy azon kívül mérik, mert a tartálynak is van vasvesztesége.
- A lemezelt vasmagú transzformátoroknál a vasmag a betáplált feszültség frekvenciáján rezeg. A zaj csökkentésére szokásos a lemezek összehegesztése (ez növeli a vasveszteséget az örvényáramok miatt, ami melegedést okoz), ragasztása, illetve kiöntése.

## Transzformátorok fajtái
A transzformátorokat rendeltetésük szerint változatos kialakítással, tekercseléssel készítik. A transzformátorok méretét növeli az átvitt teljesítmény, viszont csökkenti az átviteli frekvencia nagysága. A modern szigetelőanyagok és félvezetők szintén segítik az egyre kisebb méretek elérését.

### Biztonsági transzformátor
A biztonsági vagy leválasztó transzformátor a leggyakoribb tekercselési kialakítás. Ennek a vasmagján általában két tekercsrendszer van, ezek egymástól (ahogy a vasmagtól is) el vannak szigetelve. Ezáltal galvanikus elválasztást biztosít, vagyis a nagyobb feszültség nem jelenhet meg a másik tekercsben ha egy, bármely helyen összeérnének is a vezetékek. Az elektromágneses energiát az egyik tekercs veszi át valamely hálózatból: ez a betáplálás, a transzformátor primer tekercs(rendszer)e. A másik tekercs továbbítja az energiát egy másik hálózat felé: ez a kitáplálás, a szekunder tekercs(rendszer). Az energia átvitel iránya nem szerkezeti tulajdonság, hanem üzemviteli állapot, akármelyik tekercs működhet primer vagy szekunder rendszerként. Ennek megfelelően a transzformátor több hálózatban is megfelel.
|  |  |  |  |  |

### Szabályzó transzformátorok
Általában toroid magra tekercselt transzformátor, amelynek áttétele (primer menetszám/szekunder menetszám) egy csúszóérintkezővel a szekunder tekercs menetszámának változtatásával folyamatosan változtatható.
Magyar találmány a "lineáris szabályzótranszformátor" amikor a szabályzást hosszú egyenes tekercselésen csúszó érintkezővel oldják meg. Előnye, hogy olcsóbban gyártható.

### Takaréktranszformátor
Más néven „autotranszformátor”. 
Csak egy tekercse van, az áttételt a tekercselés leágazásával (megcsapolásával) oldják meg. Előnye, hogy kivitelezése egyszerűbb. Hátránya, hogy nem végez galvanikus elválasztást a be- és kimenet között (fokozott érintésvédelmi figyelmet igényel).

### Háromfázisú transzformátorok

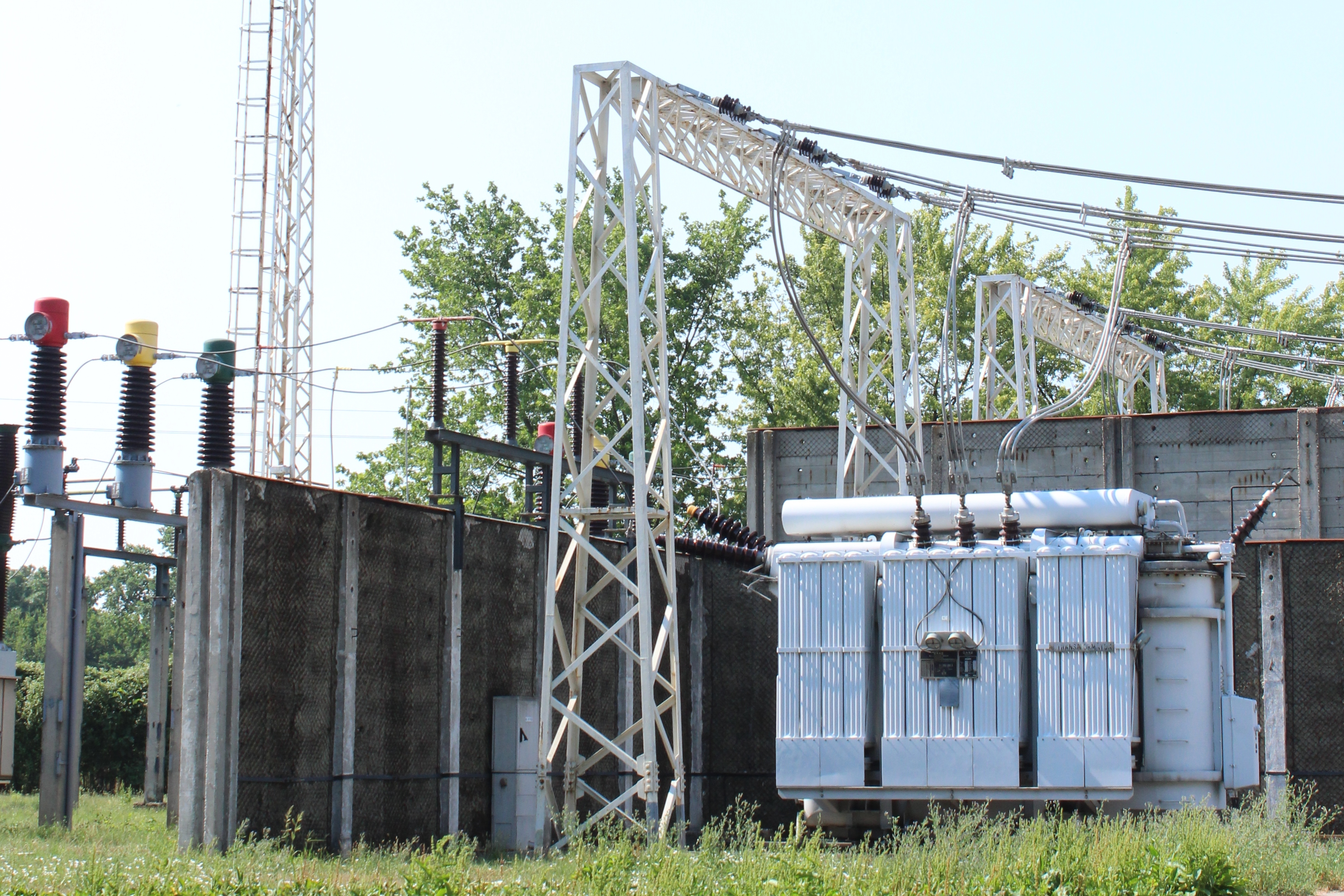
Háromfázisú transzformátor egy békéscsabai transzformátorállomáson

A villamos energia előállítása és továbbítása háromfázisú rendszerben történik. Ennek előnye, hogy ugyanakkora teljesítmény esetén a vezetékek kisebb áramerősséget szállítanak.
A háromfázisú hálózat transzformálására háromfázisú transzformátorok szolgálnak, ezek három darab egy fázisú láncszem transzformátor összeillesztéséből származik. Mivel szimmetrikus háromfázisú hálózatban minden pillanatban a fázisáramok összege nulla, a három transzformátorban a fluxusok összege is nulla, így elegendő háromoszlopos transzformátort készíteni.

#### Háromfázisú transzformátorok kapcsolása
A három fázis tekercseit csillag, háromszög (delta), vagy zeg-zug kapcsolásba köthetjük.
Vezetékezését tekintve három vagy négyvezetékes hálózat. A négyvezetékes hálózatokat távvezetékeknél nem szükséges használni, kisfeszültségű hálózatoknál viszont a csillagpont kivezetése okvetlenül szükséges, mivel a fogyasztók döntő többsége a 400/230 V-os hálózatoknál 230 V-ról üzemel.

### Gyújtó transzformátor
Benzines robbanómotorokban a gyújtógyertyák szikraképzéséhez nagyfeszültségre van szükség. Az alapvetően 12 Voltos feszültségből hozza létre a "gyújtótrafó".

### Forgómezős transzformátor
A forgómezős transzformátor egy speciális kialakított csúszógyűrűs aszinkron gép.

### Speciális transzformátorok
- Ívhegesztő berendezések szabályozható légrésű transzformátorai.
- A nagyfrekvenciás transzformátorok vasmagja porkohászati úton előállított ferritmag. Rádiófrekvenciás eszközökben gyakoriak a légmagos transzformátorok, ún. csatolt tekercsek.
- A nagyfrekvenciás csatolótekercsek speciális transzformátornak tekinthetőek, ferrit maggal, és litze huzalból készült tekercseléssel.

## Transzformátorok méretezése[6]
A gyakorlatban nincsenek ideális transzformátorok, mind a hatásfokot, mind a teljesítményt a vasmag minősége és méretei határozzák meg. A vasmagok jellemzőit katalógusokból lehet kikeresni.
A transzformátor által átvitt teljesítmény:
{\displaystyle P_{TR}=\eta P}
A szekunder tekercsen kisebb teljesítményt lehet kinyerni, mint amit a primer oldalon betáplálunk:
{\displaystyle P_{S}=\eta P_{P}}
A transzformátor tekercseinek optimális menetfeszültségét szintén a vasmag határozza meg (nP, nS). Ebből ki lehet számítani a primer és szekunder tekercsek menetszámait:
{\displaystyle N_{P}=n_{P}U_{P}}
{\displaystyle N_{S}=n_{S}U_{S}}
A transzformátor tekercseihez alkalmazott minimális huzalátmérők kiszámításához szintén a vasmag katalógusadatait kell ismernünk: Sn, Δi.
A primer áram:
{\displaystyle I_{P}={\frac {\Delta iP_{S}}{U_{P}}}}
A primer tekercs minimális huzalátmérője:
{\displaystyle d_{P}=1,13{\sqrt {\frac {I_{P}\Delta I}{S_{n}}}}}
A szekunderáram:
{\displaystyle I_{S}={\frac {P_{S}}{U_{S}}}}
A szekunder tekercs minimális huzalátmérője:
{\displaystyle d_{S}=1,13{\sqrt {\frac {I_{S}}{S_{n}}}}}

### Példa:
Készítsünk olyan transzformátort, amelynek primer oldali feszültsége UP=240V, szekunder oldali feszültsége pedig US=12V. A szekunder oldal terhelhetősége legalább PS=50W legyen.
Első körben ki kell választanunk az alkalmazandó vasmagot. A szócikkben megtalálható táblázat alapján erre alkalmas az M 85/32 jelölésű vasmag.
Katalógusadatai:
P=70VA
η=84% azaz 0,84. Tehát:
{\displaystyle P_{s}=70*0,84=58,8\ \ VA}
A szekunder oldali maximális áramerősség:
{\displaystyle I_{S}={\frac {58,8}{12}}=4,9A}
A menetszámok kiszámításához a katalógusból szükségünk lesz az nP és nS értékeire:
nP=4,3
nS=4,6
{\displaystyle N_{P}=4,3*240=1032}
{\displaystyle N_{S}=4,6*12=55,2} vagyis 55 menet.
A primer tekercs áramának és a szükséges huzalátmérők kiszámításához szükségünk van a következő paraméterekre:
SnP=2,9
Δi=1,05
{\displaystyle I_{P}={\frac {1,05*58,8}{240}}=0,26A}
{\displaystyle d_{P}=1,13*{\sqrt {\frac {0,26*1,05}{2,9}}}=1,13*{\sqrt {0,0941}}=1,13*0,307=0,347}
tehát 0,35 mm átmérőjű zománcozott rézhuzalt kell alkalmaznunk a primer tekercs elkészítéséhez.
{\displaystyle d_{S}=1,13{\sqrt {\frac {4,9}{2,9}}}=1,13*{\sqrt {1,69}}=1,13*1,3=1,46\ mm}
tehát 1,5 mm átmérőjű zománcozott rézhuzalt kell alkalmaznunk a szekunder tekercs elkészítéséhez.
A katalógusban megadott átlagos menethossz 17,2 cm, tehát becslést is végezhetünk, hogy milyen hosszú rézhuzalra lesz szükségünk:
A primer tekercs elkészítéséhez: 1032 * 0,172 = 177 m
A szekunder tekercs elkészítéséhez: 55 * 0,172 = 9,46 m
Ennek alapján meghatározható a tekercsek Ohm-os ellenállása is:
RP=(181,9/1000)*177=32,2 Ω
RS=(9,9/1000)*9,46=0,094 Ω